# Atopsyche hintoni
Atopsyche hintoni là một loài Trichoptera trong họ Hydrobiosidae. Chúng phân bố ở miền Tân bắc.
- Tư liệu liên quan tới Atopsyche hintoni tại Wikimedia Commons